# Tomogonus crassoides
Tomogonus crassoides är en skalbaggsart som beskrevs av Antoine Boucomont 1923. Tomogonus crassoides ingår i släktet Tomogonus och familjen bladhorningar. Inga underarter finns listade i Catalogue of Life.